# Terap Mulia
Terap Mulia is een bestuurslaag in het regentschap Ogan Komering Ulu Selatan van de provincie Zuid-Sumatra, Indonesië. Terap Mulia telt 315 inwoners (volkstelling 2010).